# Columban-von-Luxeuil-Kirche
Dem Patrozinium des Columban von Luxeuil unterstellt sind die Kirchen:
- Pfarrkirche Bregenz-St. Kolumban
- St. Kolumban (Unterboihingen)

Siehe auch:
- St Columba’s Church
- Kolumbakirche